# 新菅牟田站
新菅牟田站（日语：／ Shin-Sugamuta eki */?）是位於福岡縣鞍手郡宮田町（現時：宮若市）磯光，日本國有鐵道（國鐵）宮田線的貨運車站（廢站）。

## 歷史
- 1915年（大正4年）12月1日：車站啟用[1]。
- 1977年（昭和52年）7月10日：隨著貨物支線廢線，車站被廢除[1]。

## 現狀
路軌遺址變成道路。在東邊設有大型住宅區。

## 相鄰車站
日本國有鐵道
宮田線
磯光－（貨）新菅牟田－（貨）菅牟田

## 注腳
1. 1 2 3 4 5 6  石野哲 (编).  初版. JTB. 1998-10-01: 798. ISBN 978-4-533-02980-6 （日语）.

## 相關項目
- 日本鐵路車站列表 Shi